# Olios
Olios is een geslacht van spinnen uit de  familie van de Sparassidae (jachtkrabspinnen).

## Soorten
- Olios abnormis (Blackwall, 1866)
- Olios acolastus (Thorell, 1890)
- Olios acostae Schenkel, 1953
- Olios actaeon (Pocock, 1899)
- Olios admiratus (Pocock, 1901)
- Olios africanus (Karsch, 1878)
- Olios albertius Strand, 1913
- Olios albinus Fox, 1937
- Olios albus Mello-Leitão, 1918
- Olios alluaudi Simon, 1887
- Olios amanensis Strand, 1907
- Olios annandalei (Simon, 1901)
- Olios annulatus (F. O. P.-Cambridge, 1900)
- Olios antiguensis (Keyserling, 1880)
  - Olios antiguensis columbiensis Schmidt, 1971
- Olios argelasius (Walckenaer, 1805)
- Olios aristophanei Lessert, 1936
- Olios artemis Hogg, 1916
- Olios atomarius Simon, 1880
- Olios attractus Petrunkevitch, 1911
- Olios audax (Banks, 1909)
- Olios aurantiacus Mello-Leitão, 1918
- Olios auricomis (Simon, 1880)
- Olios banananus Strand, 1916
- Olios batesi (Pocock, 1899)
- Olios baulnyi (Simon, 1874)
- Olios benitensis (Pocock, 1899)
- Olios berlandi Roewer, 1951
- Olios bhavnagarensis Sethi & Tikader, 1988
- Olios biarmatus Lessert, 1925
- Olios bibranchiatus Fox, 1937
- Olios bicolor Banks, 1914
- Olios bivittatus Roewer, 1951
- Olios bombilius (F. O. P.-Cambridge, 1899)
- Olios brachycephalus Lawrence, 1938
- Olios bungarensis Strand, 1913
- Olios canalae Berland, 1924
- Olios canariensis (Lucas, 1838)
- Olios caprinus Mello-Leitão, 1918
- Olios cayanus Taczanowski, 1872
- Olios ceylonicus (Leardi, 1902)
- Olios chelifer Lawrence, 1937
- Olios chiracanthiformis (Strand, 1906)
- Olios chubbi Lessert, 1923
- Olios clarus (Keyserling, 1880)
- Olios claviger (Pocock, 1901)
- Olios coccineiventris (Simon, 1880)
- Olios coenobitus Fage, 1926
- Olios conspersipes (Thorell, 1899)
- Olios corallinus Schmidt, 1971
- Olios correvoni Lessert, 1921
  - Olios correvoni choupangensis Lessert, 1936
  - Olios correvoni nigrifrons Lawrence, 1928
- Olios crassus (Banks, 1909)
- Olios croseiceps (Pocock, 1898)
- Olios cursor (Thorell, 1894)
- Olios darlingi (Pocock, 1901)
- Olios darlingtoni Bryant, 1942
- Olios debilipes Mello-Leitão, 1945
- Olios derasus (C. L. Koch, 1845)
- Olios detritus (C. L. Koch, 1845)
- Olios digitalis Eydoux & Souleyet, 1841
- Olios discolorichelis Caporiacco, 1947
- Olios durlaviae Biswas & Raychaudhuri, 2005
- Olios ensiger (F. O. P.-Cambridge, 1900)
- Olios erraticus Fage, 1926
- Olios erroneus O. P.-Cambridge, 1890
- Olios extensus Berland, 1924
- Olios exterritorialis Strand, 1907
- Olios faesi Lessert, 1933
- Olios fasciatus (Keyserling, 1880)
- Olios fasciculatus Simon, 1880
- Olios fasciiventris Simon, 1880
- Olios feldmanni Strand, 1915
- Olios ferox (Thorell, 1892)
- Olios ferrugineus (C. L. Koch, 1836)
- Olios fimbriatus Chrysanthus, 1965
- Olios flavens Nicolet, 1849
- Olios flavidus (O. P.-Cambridge, 1885)
- Olios floweri Lessert, 1921
- Olios fonticola (Pocock, 1902)
- Olios formosus Banks, 1929
- Olios foxi Roewer, 1951
- Olios francoisi (Simon, 1898)
- Olios franklinus Walckenaer, 1837
- Olios freyi Lessert, 1929
- Olios fugax (O. P.-Cambridge, 1885)
- Olios fugiens (O. P.-Cambridge, 1890)
- Olios fuhrmanni Strand, 1914
- Olios fuligineus (Pocock, 1901)
- Olios fulvithorax Berland, 1924
- Olios furcatus Lawrence, 1927
- Olios fuscovariatus Mello-Leitão, 1943
- Olios galapagoensis Banks, 1902
- Olios gentilis (Karsch, 1879)
- Olios giganteus Keyserling, 1884
- Olios gravelyi Sethi & Tikader, 1988
- Olios greeni (Pocock, 1901)
- Olios guatemalensis Keyserling, 1887
- Olios guineibius Strand, 1911
- Olios guttipes (Simon, 1897)
- Olios hampsoni (Pocock, 1901)
- Olios helvus (Keyserling, 1880)
- Olios hirtus (Karsch, 1879)
- Olios hoplites Caporiacco, 1941
- Olios humboldtianus Berland, 1924
- Olios hyeroglyphicus Mello-Leitão, 1918
- Olios inaequipes (Simon, 1890)
- Olios insignifer Chrysanthus, 1965
- Olios insulanus (Thorell, 1881)
- Olios iranii (Pocock, 1901)
- Olios isongonis Strand, 1915
- Olios ituricus Strand, 1913
- Olios jaldaparaensis Saha & Raychaudhuri, 2007
- Olios japonicus Jäger & Ono, 2000
- Olios kassenjicola Strand, 1916
- Olios keyserlingi (Simon, 1880)
- Olios kiranae Sethi & Tikader, 1988
- Olios kruegeri (Simon, 1897)
- Olios lacticolor Lawrence, 1952
- Olios laevatus (Simon, 1897)
- Olios lamarcki (Latreille, 1806)
  - Olios lamarcki taprobanicus Strand, 1913
- Olios lepidus Vellard, 1924
- Olios longespinus Caporiacco, 1947
- Olios longipedatus Roewer, 1951
- Olios longipedes Roewer, 1951
- Olios luctuosus Banks, 1898
- Olios lutescens (Thorell, 1894)
- Olios luteus (Keyserling, 1880)
- Olios machadoi Lawrence, 1952
- Olios macroepigynus Soares, 1944
- Olios maculatus (Blackwall, 1862)
- Olios maculinotatus Strand, 1909
- Olios mahabangkawitus Barrion & Litsinger, 1995
- Olios malagassus Strand, 1907
  - Olios malagassus septifer Strand, 1908
- Olios manifestus O. P.-Cambridge, 1890
- Olios marshalli (Pocock, 1898)
- Olios mathani (Simon, 1880)
- Olios menghaiensis (Wang & Zhang, 1990)
- Olios milleti (Pocock, 1901)
- Olios minax (O. P.-Cambridge, 1896)
- Olios minensis (Mello-Leitão, 1917)
- Olios mohavensis Fox, 1937
- Olios monticola Berland, 1924
- Olios morbillosus (MacLeay, 1827)
- Olios mordax (O. P.-Cambridge, 1899)
- Olios mutabilis Mello-Leitão, 1917
- Olios mygalinus Doleschall, 1857
  - Olios mygalinus cinctipes Merian, 1911
  - Olios mygalinus nigripalpis Merian, 1911
- Olios nanningensis (Hu & Ru, 1988)
- Olios naturalisticus Chamberlin, 1924
- Olios neocaledonicus Berland, 1924
- Olios nigrifrons (Simon, 1897)
- Olios nigristernis (Simon, 1880)
- Olios nigriventris Taczanowski, 1872
- Olios niveomaculatus Mello-Leitão, 1941
- Olios nossibeensis Strand, 1907
- Olios oberzelleri Kritscher, 1966
- Olios obesulus (Pocock, 1901)
- Olios obscurus (Keyserling, 1880)
- Olios obtusus (F. O. P.-Cambridge, 1900)
- Olios occidentalis (Karsch, 1879)
- Olios orchiticus Mello-Leitão, 1930
- Olios ornatus (Thorell, 1877)
- Olios oubatchensis Berland, 1924
- Olios paalongus Barrion & Litsinger, 1995
- Olios pacifer Lessert, 1921
- Olios paenuliformis Strand, 1916
- Olios pagurus Walckenaer, 1837
- Olios paraensis (Keyserling, 1880)
- Olios patagiatus (Simon, 1897)
- Olios pellucidus (Keyserling, 1880)
- Olios peninsulanus Banks, 1898
- Olios perezi Barrion & Litsinger, 1995
- Olios peruvianus Roewer, 1951
- Olios phipsoni (Pocock, 1899)
- Olios pictitarsis (Simon, 1880)
- Olios plumipes Mello-Leitão, 1937
- Olios positivus Chamberlin, 1924
- Olios praecinctus (L. Koch, 1865)
- Olios princeps Hogg, 1914
- Olios provocator Walckenaer, 1837
- Olios pulchripes (Thorell, 1899)
- Olios punctipes Simon, 1884
  - Olios punctipes sordidatus (Thorell, 1895)
- Olios puniceus (Simon, 1880)
- Olios punjabensis Dyal, 1935
- Olios pusillus Simon, 1880
- Olios pyrozonis (Pocock, 1901)
- Olios quinquelineatus Taczanowski, 1872
- Olios roeweri Caporiacco, 1955
- Olios rosettii (Leardi, 1901)
- Olios rotundiceps (Pocock, 1901)
- Olios rubripes Taczanowski, 1872
- Olios rubriventris (Thorell, 1881)
- Olios rufilatus (Pocock, 1899)
- Olios rufus (Keyserling, 1880)
- Olios ruwenzoricus Strand, 1913
- Olios sanctivincenti (Simon, 1897)
- Olios sanguinifrons (Simon, 1906)
- Olios scalptor Jäger & Ono, 2001
- Olios scepticus Chamberlin, 1924
- Olios schistus Chamberlin, 1919
- Olios schonlandi (Pocock, 1900)
- Olios senilis Simon, 1880
- Olios sericeus (Kroneberg, 1875)
- Olios sexpunctatus Caporiacco, 1947
- Olios sherwoodi Lessert, 1929
- Olios similaris (Rainbow, 1898)
- Olios similis (O. P.-Cambridge, 1890)
- Olios simoni (O. P.-Cambridge, 1890)
- Olios sjostedti Lessert, 1921
- Olios skwarrae (Roewer, 1933)
- Olios socotranus (Pocock, 1903)
- Olios somalicus Caporiacco, 1940
- Olios soratensis Strand, 1907
- Olios spenceri Pocock, 1896
- Olios spiculosus (Pocock, 1901)
- Olios spinipalpis (Pocock, 1901)
- Olios stictopus (Pocock, 1898)
- Olios stimulator (Simon, 1897)
- Olios strandi Kolosváry, 1934
- Olios striatus (Blackwall, 1867)
- Olios stylifer (F. O. P.-Cambridge, 1900)
- Olios suavis (O. P.-Cambridge, 1876)
- Olios subadultus Mello-Leitão, 1930
- Olios subpusillus Strand, 1907
- Olios sulphuratus (Thorell, 1899)
- Olios sylvaticus (Blackwall, 1862)
- Olios tamerlani Roewer, 1951
- Olios tarandus (Simon, 1897)
- Olios tener (Thorell, 1891)
- Olios tiantongensis (Zhang & Kim, 1996)
- Olios tigrinus (Keyserling, 1880)
- Olios tikaderi Kundu, Biswas & Raychaudhuri, 1999
- Olios timidus (O. P.-Cambridge, 1885)
- Olios triarmatus Lessert, 1936
- Olios trifurcatus (Pocock, 1899)
- Olios trinitatis Strand, 1916
- Olios tuckeri Lawrence, 1927
- Olios valenciae Strand, 1916
- Olios variatus (Thorell, 1899)
- Olios velox (Simon, 1880)
- Olios ventrosus Nicolet, 1849
- Olios vestigator (Simon, 1897)
- Olios vitiosus Vellard, 1924
- Olios vittifemur Strand, 1916
- Olios werneri (Simon, 1906)
- Olios wolfi Strand, 1911
- Olios wroughtoni (Simon, 1897)
- Olios xerxes (Pocock, 1901)
- Olios yucatanus Chamberlin, 1925
- Olios zebra (Thorell, 1881)
- Olios zulu Simon, 1880